# Língua bambassu
Bambassi nomenativo Màwés Aasʼè) é uma língua Omótiica das afro-asiáticas falada na Etiópia perto das cidades de Bambasi e Didessa na área a leste de Assosa em Benishangul-Gumaz. O grupo de línguas do qual Bambassi pertence é o Mao oriental. 

## Outros nomes
Os nomes alternativos para o idioma são Bambeshi, Siggoyo, Amam, Fadiro, Mao Norte, Didessa e Kere.

## Falantes
A informação mais atual sobre o número de falantes de bambassi não é conhecida, já que o censo de 2007 agrupou as línguas Mao, apesar da baixa similaridade lexical. 33.683 falantes da língua materna de Maogna (abrangendo Bambassi,  Hozo e  Seze) foram listados.

## Semelhanças
Bambassi tem uma semelhança lexival de 31% com outras línguas omóticas.

## Fonologia
Bambassi tem 5 sons vogais: /a, e, i, o, u/. As vogais têm formas alongadas e que têm extensão de vogais contrastantes.
|             |             | Bilabial | Bilabial | Alveolar | Alveolar | Pós Alveolar | Velar | Velar | Glotal |  |
| plana       | ejetiva     | plana    | ejetiva  | plana    | ejetiva  | Pós Alveolar |       |       | Glotal |  |
| ----------- | ----------- | -------- | -------- | -------- | -------- | ------------ | ----- | ----- | ------ |  |
| Oclusiva    | surda       | p        | pʼ       | t        | tʼ       |              | k     | kʼ    |        |  |
| Oclusiva    | sonora      | b        |          | d        |          |              | g     |       |        |  |
| Africada    | Africada    |          |          |          | t͡sʼ      | (t͡ʃ)         |       |       |        |  |
| Fricativa   | surda       |          |          | s        |          | ʃ            |       |       | h      |  |
| Fricativa   | sonora      |          |          | z        |          |              |       |       |        |  |
| Nasal       | Nasal       | m        |          | n        |          |              | ŋ     |       |        |  |
| Aproximante | Aproximante |          |          | l        |          | j            | w     |       |        |  |
| Vibrante    | Vibrante    |          |          | ɾ        |          |              |       |       |        |  |

## Amostra de texto
Mééshtòs tòsgàsh tíwóólbishá. Pàlmàlàn shàngk’màlàn koosh kóóshin kóóshin kóóshin kóóshin kóóshin hówin kèmin, kíinin pàlmàlìsh kíin nooknà, “Amói! shàngk'màlolen kóóshin hamkèmáǃ” híwiish “Núúngàsh hàwkooshbishàà? Íshìsh hambèling akmìsnè, táà!” híin hiwiiá pàlnookìshá.
Português
Estou querendo contar uma história. Filhotes de bushbucks e filhotes de leopardos brincavam e jogavam juntos o dia todo. E então eles vieram (para casa); o (s) bebê (s) bushbuck (s) vieram e disseram à mãe: "Oh, mãe! Passamos o dia inteiro brincando com os bebês leopardos!" E ela disse: "Por que vocês estavam brincando? Eles são exatamente as coisas que nos comem!" e foi isso que ela disse, a mãe do bushbuck.